# Прозор ђаволске цркве
Прозор ђаволске цркве (фр. Le Vitrail diabolique; досл. Дијаболични витраж) француски је црно-бели неми хорор филм из 1911. године, редитеља Жоржа Мелијеса. Мелијесова ћерка, Жоржет, учествовала је у стварању филма као једна од два директора фотографије.
Филм се налази под редним бројем 1548—1556 у каталогу Мелијесове издавачке куће Star Film Company, иако га је дистрибуирала друга издавачка кућа, Pathé Frères. Укупно трајање филма није познато пошто је сачуван само седмоминутни фрагмент, док се остатак филма сматра изгубљеним.

## Радња
Сатана користи поломљени витражни прозор са ликом младе жене да прогони старог алхемичара. Он завршава у паклу и суочава се са самим Ђаволом.